# Sony Ericsson Xperia X10
A Sony Ericsson Xperia X10 egy 2010-es csúcskategóriás Sony Ericsson-okostelefon, az egyik első androidos Sony Ericsson-telefon, a kudarcot vallott Sony Ericsson Xperia X2 utódja.

## Hardver
Kijelzője 4 hüvelyk átlójú kapacitív érintőképernyő, 480x854 felbontással, mely a többujjas vezérlést is támogatja, igaz, csak korlátozottan. 8 megapixeles kamerája 16x digitális zoom-ot és képstabilizátort kapott, autofókusszal, geotagging támogatással, mosoly- és arcfelismeréssel, valamint vakuval. Videók felvételére is alkalmas. Beépített gyorsulásmérővel és GPS-szel rendelkezik. Processzora 1 GHz-es egymagos Qualcomm Snapdragon QSD8250, Adreno 200 GPU-val. Beépített Bluetooth 2.1 és Wi-Fi támogatással rendelkezik, illetve a 2.3-as Android-frissítést követően akár Wi-Fi Hotspot is lehet.

## Szoftver
A Sony Ericsson Xperia X10 gyárilag az Android 1.6-os verziójával jelent meg, amely akkor már elavult volt, de később megjelent a 2.1-es, majd a 2.3-as hivatalos szoftverfrissítés is. A gyártó a rendszert átszabta, a legérdekesebb változtatás a telefon négy sarkában található parancsikon-rögzítő. Két fontos programot telepítettek fel gyárilag: a Timescape a közösségi oldalak, e-mailek és SMS-ek egyidejű kezelésére szolgál, a Mediascape pedig a médiafájlok kezelésére.